# Награди „Оскар“ (12-а церемония)
Дванадесетата церемония по връчване на филмовите награди „Оскар“ се провежда на 29 февруари 1940 година в нощния клуб „Коконът Гроув“ на хотел Амбасадор, Лос Анджелис, Калифорния. На нея се връчват призове за най-добри постижения във филмовото изкуство през 1939 година. Водещ на церемонията е известния комедиант Боб Хоуп, негово първо от 11 водения на церемонията.
Големият победител на вечерта е филмовия епос „Отнесени от вихъра“, номиниран в 13 категории, получавайки награди за 8 от тях. Сред другите основни претенденти са заглавията „Господин Смит отива във Вашингтон“ на режисьора Франк Капра и „Брулени хълмове“ на Уилям Уайлър.
Това е първата церемония на която се връчва награда „Оскар“ за визуални ефекти. На тази церемония, категорията за кинематография (операторско майсторство) се разделя на две, съответно за „най-добра черно-бяла кинематография“ и за „най-добра цветна кинематография“.

## Номинации и Награди
Долната таблица показва номинациите за наградите по категории. Победителите са изписани на първо място с удебелен шрифт.
| Най-добър филм | Най-добър режисьор |
| --- | --- |
| - Отнесени от вихъра - Тъмна победа - Сбогом, господин Чипс - Любовна афера - Господин Смит отива във Вашингтон - Ниночка - За мишките и хората - Дилижанс - Магьосникът от Оз - Брулени хълмове     | - Виктор Флеминг – Отнесени от вихъра - Франк Капра – Господин Смит отива във Вашингтон - Джон Форд – Дилижанс - Сам Ууд – Сбогом, господин Чипс - Уилям Уайлър – Брулени хълмове                                                                         |
| Най-добра мъжка роля | Най-добра женска роля |
| - Робърт Донат – Сбогом, господин Чипс - Кларк Гейбъл – Отнесени от вихъра - Лорънс Оливие – Брулени хълмове - Мики Руни – Babes in Arms - Джеймс Стюарт – Господин Смит отива във Вашингтон         | - Вивиан Лий – Отнесени от вихъра - Бети Дейвис – Тъмна победа - Айрин Дън – Любовна афера - Грета Гарбо – Ниночка - Гриър Гарсън – Сбогом, господин Чипс                                                                                                 |
| Най-добра поддържаща мъжка роля | Най-добра поддържаща женска роля |
| - Томас Мичъл – Дилижанс - Брайън Ахерн – Хуарес - Хари Кери – Господин Смит отива във Вашингтон - Браян Донлеви – Красив жест - Клод Рейнс – Господин Смит отива във Вашингтон                      | - Хати Макданиел – Отнесени от вихъра - Оливия де Хавиланд – Отнесени от вихъра - Джералдин Фицджералд – Брулени хълмове - Една Мей Оливър – Барабани по протежение на Мохоук - Мария Успенская – Любовна афера                                           |
| Най-добър сюжет | Най-добър сценарий |
| - Господин Смит отива във Вашингтон – Люис Фостър - Любовна афера – Милдред Крам и Лео Маккери - Ергенска майка – Феликс Джаксън - Ниночка – Мелхиор Ленгел - Младият господин Линкълн – Ламар Троти | - Отнесени от вихъра – Сидни Хауърд - Ниночка – Чарлс Бракет, Уолтър Рейх и Били Уайлдър - Господин Смит отива във Вашингтон – Сидни Бушман - Брулени хълмове – Бен Хешт и Чарлс Макартър - Сбогом, господин Чипс – Ерик Машуиц, Р.С. Шериф и Клодин Уест |

## Филми с множество номинации
Долуизброените филми получават повече от 2 номинации в различните категории за настоящата церемония:
- 13 номинации: Отнесени от вихъра
- 11 номинации: Господин Смит отива във Вашингтон
- 8 номинации: Брулени хълмове
- 7 номинации: Сбогом, господин Чипс, Дилижанс
- 6 номинации: Любовна афера, Магьосникът от Оз, Дъждовете дойдоха
- 5 номинации: Личният живот на Елизабет и Есекс
- 4 номинации: Ниночка, За мишките и хората
- 3 номинации: Тъмна победа, Първа любов, Големият победител Хърбърт, Завоевателят

## Почетни награди
- Дъглас Феърбанкс (1883-1939) – актьор и продуцент
- Уилям Камерън Мензийс (1896-1957) – дизайнер на продукции

## Награда за непълнолетни изпълнители
Наградата се връчва на изпълнители ненавършили 18-годишна възраст. За 1939 година, отличието е връчено на Джуди Гарланд (1922-1969).